# Lyes Boukria
Lyes Boukria (en arabe : إلياس بوكرية), né le 9 septembre 1981 à Alger en Algérie, est un footballeur algérien.

## Carrière
- WA Boufarik : 2005-2006
- NA Hussein Dey : 2006-2008
- Jeunesse sportive de Kabylie : 2008-fév. 2010
- CR Belouizdad : fév. 2010-2013
- ES Sétif : depuis 2013[1]

## Palmarès
- Meilleur joueur avec le NA Hussein Dey en 2007
- Vice-Champion d'Algérie avec la Jeunesse sportive de Kabylie en 2009
- Championnat d'Algérie en 2015